# Stepa Stepanović
Pour les articles homonymes, voir Stepanovic.
Stepa Stepanović, en serbe en écriture cyrillique : Степа Степановић (né le 11 mai 1856 à Kumodraž et mort le 27 avril 1929 à Čačak), était un militaire serbe. De 1874, année où il revêtit l'uniforme à l'école d'artillerie, jusqu'à l'automne 1919, quand il se retira du service actif, le voïvode Stepa Stepanović connut 45 ans de carrière militaire. Ses victoires font de lui l'un des chefs les plus importants de la Première Guerre mondiale et de l'histoire militaire de la Serbie.

## Biographie
Stepa Stepanović participa à la guerre serbo-turque de 1876-1878, d'abord comme sergent, puis comme lieutenant. Dès ses premières armes, il se fit remarquer comme un chef courageux et tenace, capable dans les moments critiques entre dans les lignes de tir de montrer l'exemple à ses soldats. Sa bravoure lui valut la Croix de Takovo avec les épées (en serbe : Takovski krst sa ukrštenim mačevima).
Dans la période entre les batailles de Slivnica et Kumanovo, il a été commandant de bataillon, de régiment, de brigade et de division, et chef adjoint du commandement central. Il fut deux fois ministre de l'Armée. À cette époque, l'armée serbe fut organisée, techniquement, matériellement et moralement pour les guerres futures.
Au cours de la première guerre balkanique (1912-1913), Stepa Stepanović commanda la Deuxième Armée serbe, qui, près de Kyoustendil-Dupnica, attaqua et mit en déroute l'armée turque de Vardar. Lors de la bataille d'Andrinople, il captura plus de 60 000 Turcs et participa à l'occupation de la ville. Lors de la deuxième guerre balkanique, l'armée commandée par Stepa Stepanović défendit la région de Niš, avec son camp établi à Pirot.

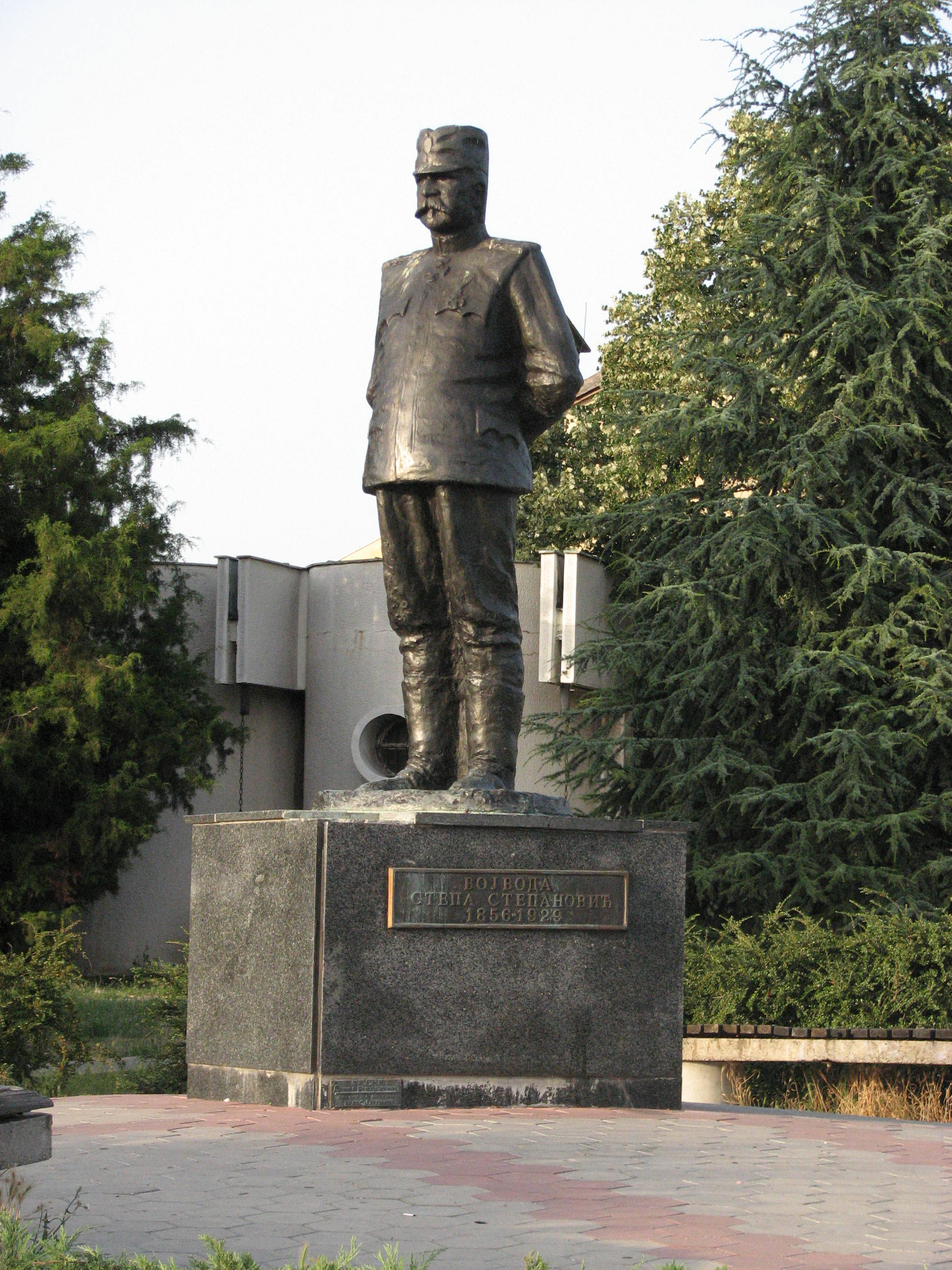
Monument de Stepa Stepanović à Kumodraž

Au début de la Première Guerre mondiale, Stepanović remplaça le chef d'état-major du commandement suprême Radomir Putnik, qui était absent, et il dirigea la mobilisation et le regroupement de l'armée serbe. Après le retour de Putnik en Serbie, il reprit le commandement de la Deuxième Armée, et, avec le gros de ses forces, il se dirigea vers Koceljeva et Tekeriš. En août 1914, à la bataille du mont Cer, il battit les Autrichiens qui avaient envahi le royaume de Serbie en traversant la Drina.
Le 29 août 1914, en récompense de cette victoire qui fut la première des Alliés contre les empires centraux, Stepa Stepanović obtint le titre de voïvode, équivalent à celui d'un maréchal. Avec ses hommes, il participa à la bataille de la Drina, défendant la région de la Mačva et repoussant la Cinquième armée autrichienne commandée par Oskar Potiorek jusqu'à la Save et de la Drina, où elle resta quelques mois. Au cours de la bataille de la Kolubara, qui eut lieu du 16 novembre au 15 décembre 1914, la Deuxième Armée serbe arrêta l'avance autrichienne sur la rive droite de la Kolubara puis elle participa à des combats menés par les voïvodes Radomir Putnik et Živojin Mišić, participant ainsi à l'échec de cette première invasion de la Serbie par l'armée balkanique de l'Autriche-Hongrie.
La Serbie fut une nouvelle fois envahie à l'automne 1915. Stepa Stepanović, avec l'appui de l'armée du Timok, arrêta la progression de la Deuxième armée bulgare à travers la région de Niš et empêcha ainsi une prise à revers par les Bulgares de la principale armée serbe engagée sur le front nord. En revanche, pour éviter une destruction totale des forces du pays, Radomir Putnik ordonna leur repli et, après une difficile traversée de l'Albanie enneigée, l'armée serbe parvint à la mer Adriatique où elle put s'embarquer pour Corfou (décembre 1915).
À Corfou, Stepa Stepanović joua un rôle important dans la réorganisation des troupes serbes. Bien qu'il ait un rôle important dans la réorganisation de l'armée serbe en Corfou. Il participa à des opérations à Gornićevo, au mont Kajmakčalan et à Bitola (en Macédoine). Mais il remporta ses plus grands succès sur le front de Salonique, où son armée, ainsi que la Première Armée serbe et les troupes françaises de Louis Franchet d'Espèrey, réussirent à s'emparer des monts Kozjak et du Dobro polje (15 septembre 1918, rompant les lignes bulgares, allemandes et autrichiennes. La Bulgarie capitula le 29 septembre 1918 et Belgrade fut libérée le 1er novembre 1918.
Devenu commandant en chef de l'armée serbe, Stepa Stepanović se retira à la fin de 1919.

## Distinctions
- Ordre de la Croix de Takovo
- Chevalier grand-croix (GCMG) de l'Ordre de Saint-Michel et Saint-Georges (Royaume-Uni).